# Via Roma (Florencia)
La Via Roma es una calle situada entre la Piazza San Giovanni y la Piazza della Repubblica de Florencia, Italia, paralela a la Via dei Calzaiuoli.

## Historia
La calle se creó tras la demolición del Mercato Vecchio, pero seguía el recorrido del antiguo cardo de Florentia, en un lugar que corresponde al núcleo más antiguo de la ciudad. Antiguamente la calle tenía varios nombres. El tramo llamado Via dell'Arcivescovado hoy no existe, ya que forma parte de la actual Piazza San Giovanni, pero antiguamente continuaba hasta el Palacio Arzobispal, que en aquella época se componía de dos cuerpos unidos por un pasadizo elevado. Durante el llamado Risanamento di Firenze se agrandó la plaza detrás del Baptisterio, demoliendo el cuerpo anterior del palacio y reconstruyendo la antigua fachada en posición más atrasada.
La Via dell'Arcivescovado iba desde el Canto alla Paglia (el cruce actual entre la Via de' Cerretani y la Via Borgo San Lorenzo) hasta el inicio actual de la Via Roma, posteriormente la calle recibía el nombre de Via della Macciana (entre el arco dei Pecori, en la actual Via de' Pecori, y el Mercato Vecchio), finalmente Via de' Chiavaioli en el último tramo, debido a que esta actividad florecía en las tiendas de la zona (en italiano chiavaioli significa "cerrajeros").

## Edificios
Actualmente la Via Roma es una calle con edificios el siglo XIX, diseñados por un equipo de cuatro arquitectos tras las demoliciones: Giuseppe Boccini, Luigi Buonamici, Torquato del Lungo y Giuseppe Rossi. En esta época se extendió a toda la nueva calle el nombre de Via dell'Arcivescovado, para ser dedicada posteriormente al revolucionario español Francisco Ferrer en 1909, que había sido fusilado el 3 de octubre de ese mismo año. En 1911 la administración del alcalde Tommaso Corsini dedicó la calle a la capital italiana en el cincuenta aniversario de la proclamación del Reino de Italia.
La calle tiene actualmente una vocación totalmente comercial, con numerosos negocios. Entre los edificios situados en el recorrido merecen una mención el Hotel Savoy, magnífico edificio ecléctico, el histórico Caffè Gilli y el espacio comercial de Luisa Via Roma, proyectado en la primera mitad de los años ochenta por el arquitecto Claudio Nardi.
En la Via Roma también se sitúa el consulado de San Marino.

## Galería de imágenes

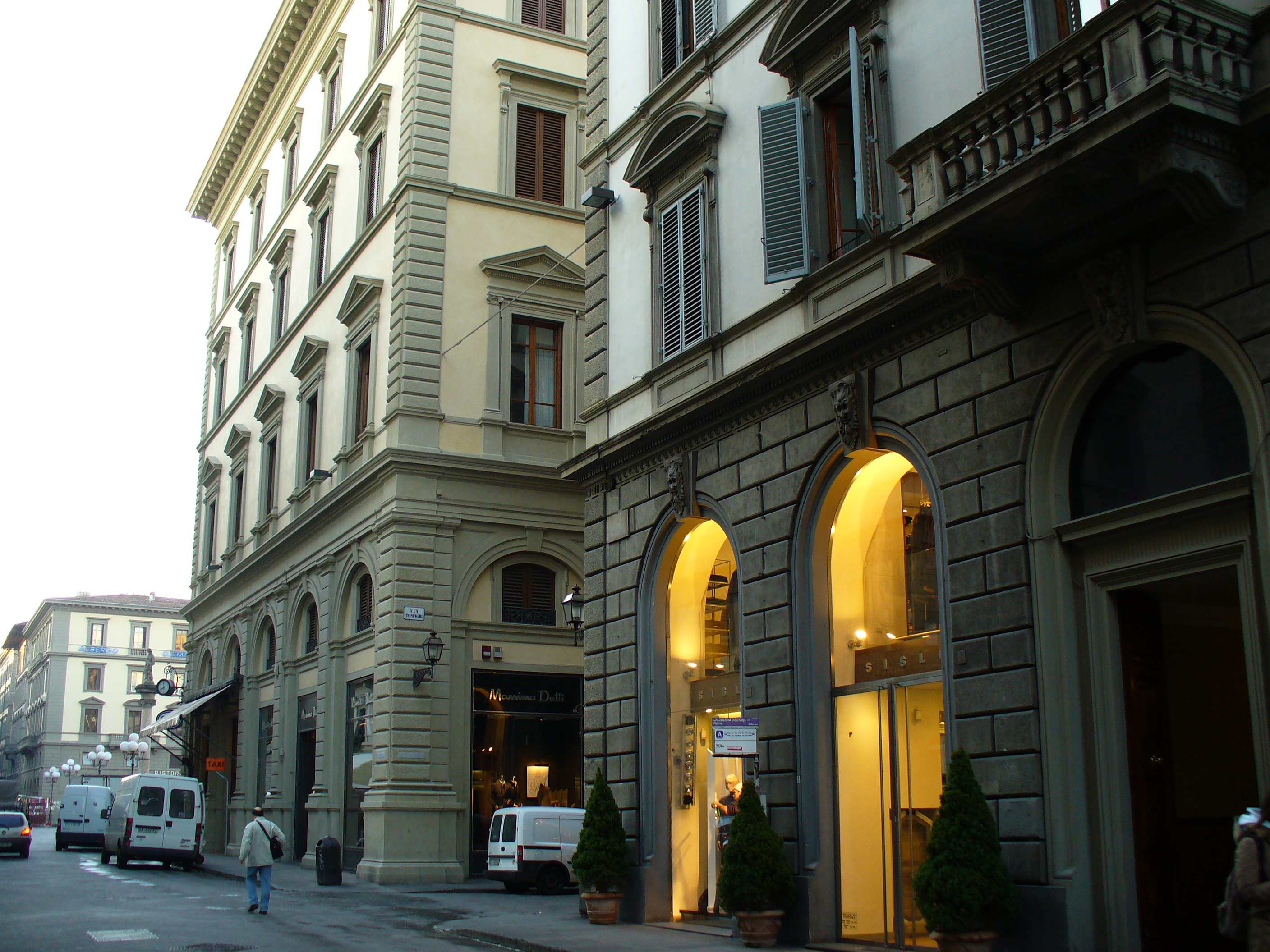
Via Roma
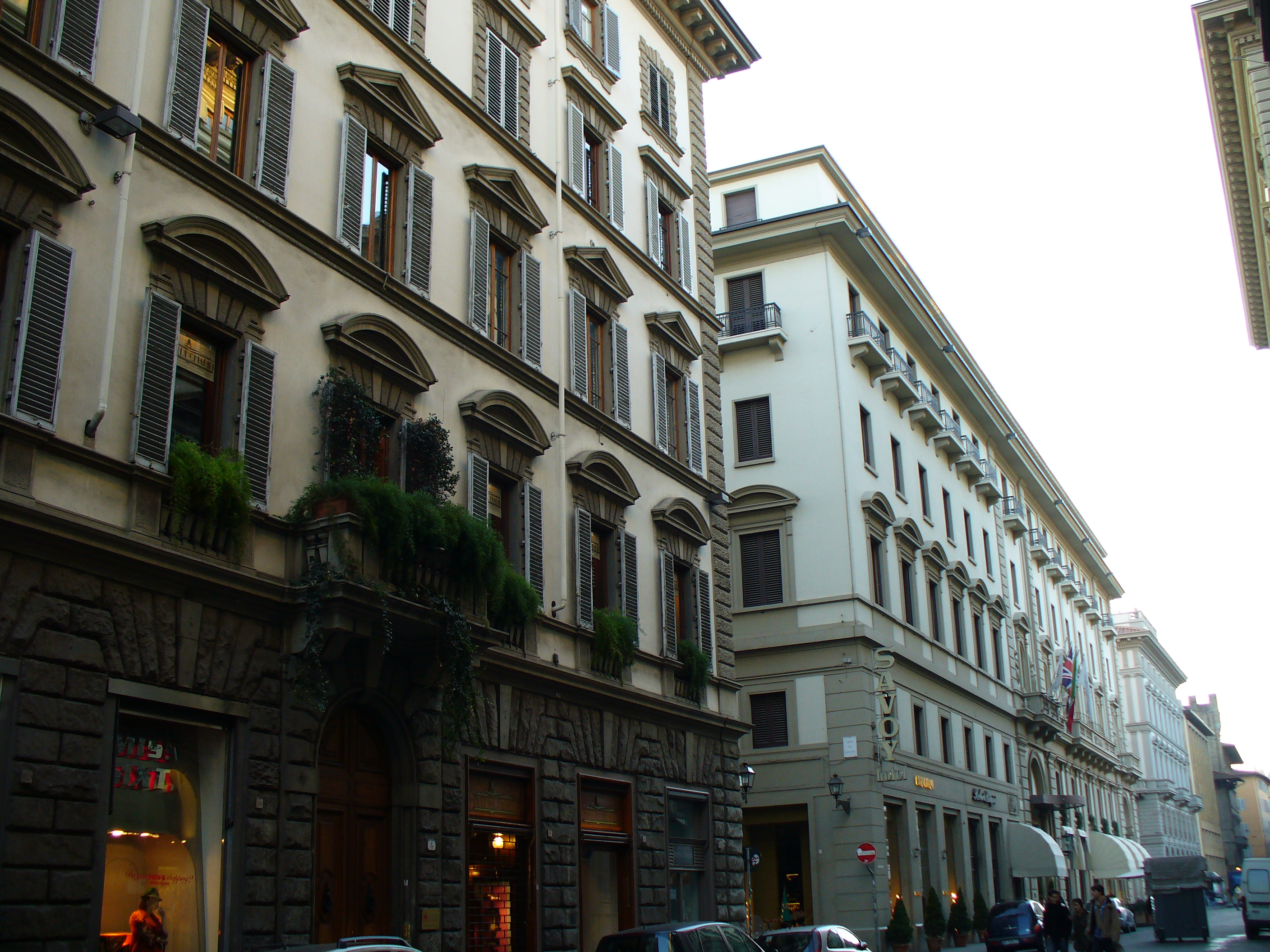
Via Roma
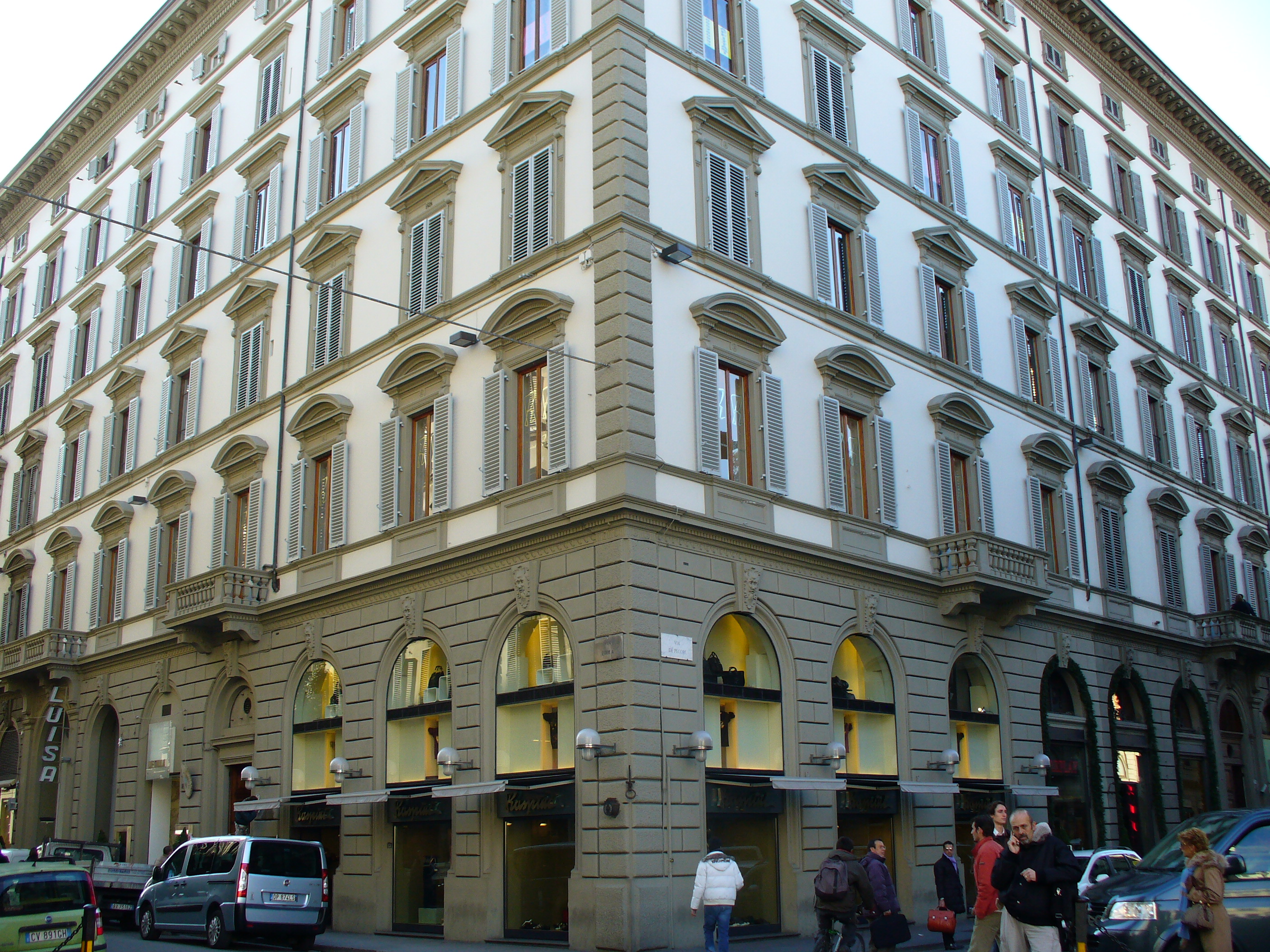
Vista desde la Piazza San Giovanni